# Cebusliknande brednäsor
Cebusliknande brednäsor (Cebidae) är en familj i infraordningen brednäsor bland primaterna. Familjens systematik är omstridd och ingående släktena ändrades ofta. Enligt den referens som används här består familjen av två släkten med tillsammans 14 arter.

## Kännetecken
Bägge släkten liknar sig i tanduppsättningens byggnad och i skallens byggnad men skiljer sig i sitt yttre. Arterna når en kroppslängd mellan 25 och 55 centimeter. Svansen är oftast lika lång som kroppen. Dödskalleapor når en vikt mellan 0,7 och 1,1 kilogram medan kapuciner blir 2 till 4 kilogram tunga. Den korta täta pälsen har oftast en svart, brun eller grå grundfärg men det finns även större färgkontraster. Bålen är långsträckt och svansen kan i viss mån användas som gripverktyg (hos dödskalleapor är det bara ungdjur som har denna förmåga). I motsats till arter i familjen Atelidae är svansen fullständigt klädd med hår. Arterna i denna familj har naglar på alla fingrar och tår och oftast en motsättlig tumme.
Huvudets form är runt, nosen är kort och ögonen står tät bredvid varandra. I varje käkhalva förekommer tre äkta kindtänder. Tandformeln är som hos de flesta medlemmar i infraordningen brednäsor I 2/2 C 1/1 P 3/3 M 3/3, alltså sammanräknad 36 tänder.

## Utbredning och habitat
Cebusliknande brednäsor lever på den amerikanska kontinenten. Utbredningsområdet sträcker sig från Centralamerika (Honduras) över Amazonområdet till mellersta Bolivia och sydöstra Brasilien. Habitatet utgörs av olika sorters skogar.

## Levnadssätt
Dessa primater är aktiva på dagen och lever i träd. De har bra förmåga att klättra och går vanligen på fyra fötter. Ibland vistas de på marken.
Cebusliknande brednäsor lever i grupper av 8 till 100 individer som består av flera vuxna hannar och honor samt deras ungdjur. Hos bägge kön finns vanligen en hierarki. Hos kapuciner leds gruppen vanligen av en härskande hanne men hos dödskalleapor är det oftast honorna som är dominanta. Kommunikationen sker med olika sorters läten.
Dessa primater är allätare. De äter frukter och andra växtdelar som frön, blad och knopp men även insekter och andra smådjur. Mindre ryggradsdjur och fågelägg utgör bara en liten del av födan.
I regel föds bara en unge åt gången. Dräktigheten varar vanligen 150 till 180 dagar. Hannar är så gott som aldrig delaktiga i ungdjurets uppfostring men modern får ofta hjälp av andra honor.

## Systematik

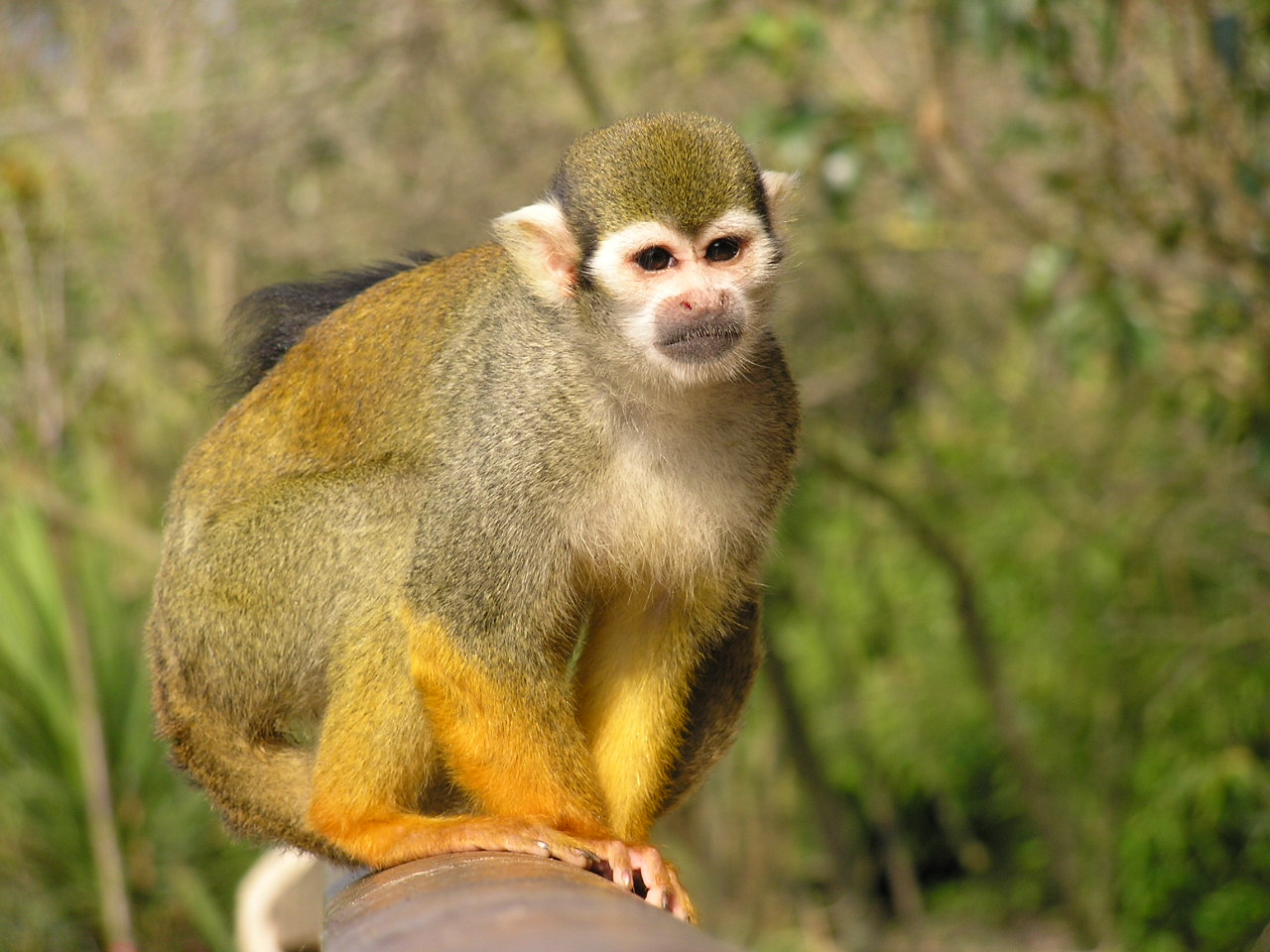
Dödskalleapa av arten Saimiri sciureus

Tidigare räknades alla arter från Nya världen som inte är kloapor i denna familj. Nyare forskningar har däremot visat att några arter bildar en egen familj. Familjens närmaste släktingar hittas i familjerna nattapor (Aotidae) och kloapor (Callitrichidae). Dessa tre familjer uppkom troligen från samma utvecklingsgren. Trots allt behövs fler forskningsdata för att få fram de rätta släktskapsförhållandena.
Familjen delas i två släkten med 14 arter:
- kapuciner (Cebus), 9 arter
- dödskalleapor (Saimiri), 5 arter